# Gunilla Kinn
Agnes Gunilla Ulfsdotter Kinn Blom, född 1 oktober 1971 i Örebro, är en svensk journalist och skribent. Hon är frilansjournalist med inriktning på mänskliga rättigheter, internationell politik, utvecklingsfrågor, företagande, kultur samt mat, dryck och restaurangliv. 

## Biografi
Kinn har en mastersexamen från School of International and Public Affairs på Columbia University (Master of International Affairs with a Concentration in Human Rights and International Business 2002) i New York, en fil kand i journalistik och arkitektur från Stockholms universitet och KTH samt studier i statsvetenskap, språk, humaniora med mera vid Stockholms universitet och universitetet i Padua (Università degli studi di Padova). 
Hon var fast medarbetare för TT Nyhetsbyrån i New York åren 2003–2011 och har sedan 1995 skrivit för ett antal svenska dagstidningar och tidskrifter, bland annat Svenska Dagbladet, Gourmet och Amnesty Press. Hon har även frilansat för Sveriges Radio, gjort inslag för P1 och P3, och arbetat på Dagens Ekos utrikesredaktion samt som redaktör på Företagarna Stockholms stad. Som frilansjournalist har hon gjort reportageresor i ett stort antal länder, bland andra Kina, Haiti, USA och Brasilien. 

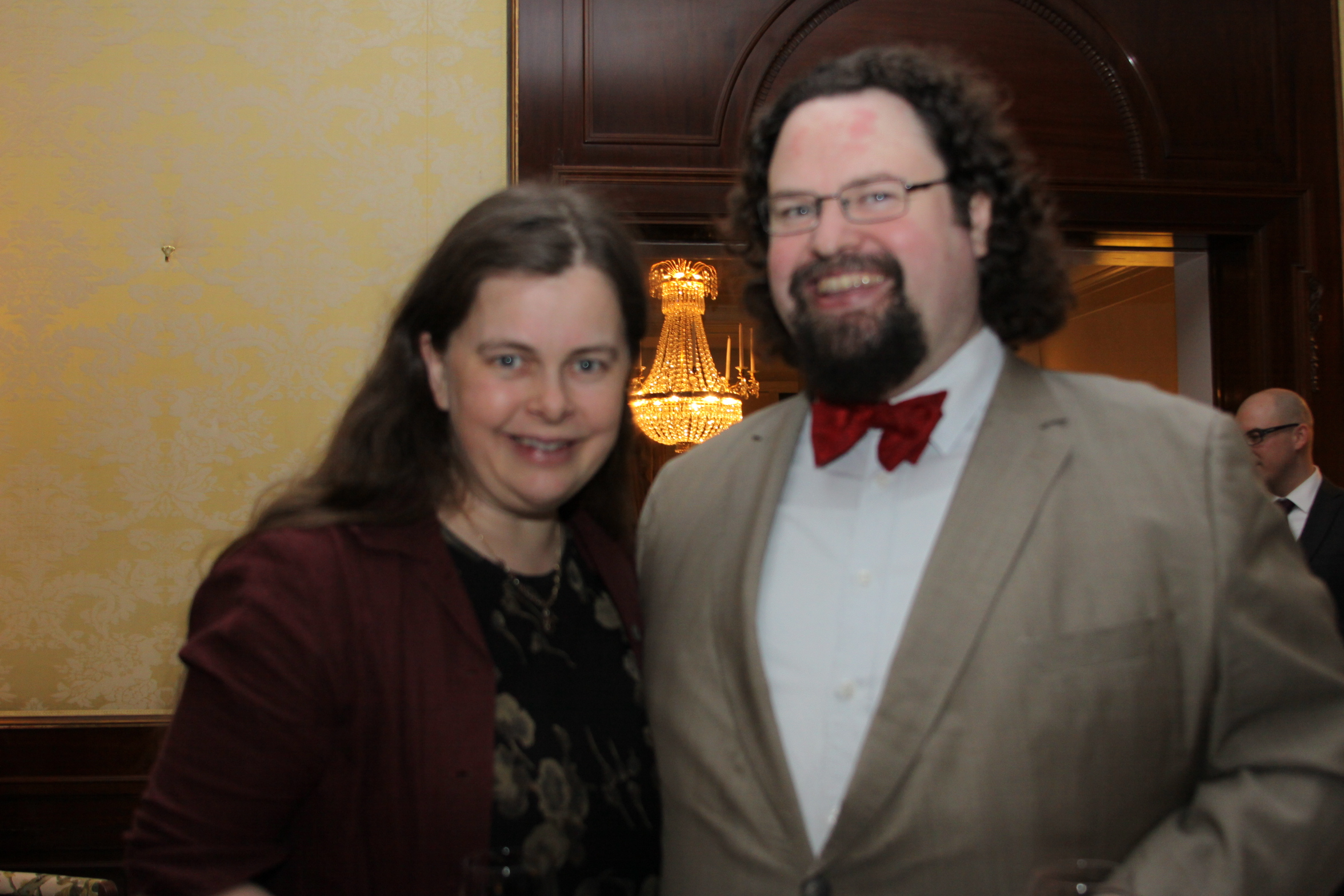
Gunilla Kinn tillsammans med maken Edward Blom, 2012.

Hon driver tillsammans med Edward Blom bolaget AB Edward Blom & Co och har varit en av personerna bakom kokboken Allting gott och alldeles för mycket (Norstedts 2013) och Kokkonst för livsnjutare (2015). Böckerna har belönats med silver respektive brons i World Gourmand Awards, i kategorierna ”Entertaining” respektive ”Food Writing". De har tillsammans framträtt bland annat i TV4 Nyhetsmorgon, Nugammalt, Gomorron Sverige, Parneviks, Vardagspuls, Breaking News med Filip och Fredrik samt När & Fjärran.
Kinn var aktiv i Gömda-debatten 2008–2009. Hon drev 2005–2011 en blogg om sitt liv som frilansjournalist i New York, vilken utmärktes 2008 med stipendiet ur Olle Stenholms minnesfond.

### Familj
Gunilla Kinn är dotter till Anne-Charlotte Kinn. 
Gunilla Kinn är sedan 2011 gift med Edward Blom. Tillsammans har de tre barn.